# Yasmine Benkiran
Pour les articles homonymes, voir Benkiran.
 (mai 2024).
La mise en forme du texte ne suit pas les recommandations de Wikipédia : il faut le « wikifier ».
Les points d'amélioration suivants sont les cas les plus fréquents. Le détail des points à revoir est peut-être précisé sur la page de discussion.
- Les titres sont pré-formatés par le logiciel. Ils ne sont ni en capitales, ni en gras.
- Le texte ne doit pas être écrit en capitales (les noms de famille non plus), ni en gras, ni en italique, ni en « petit »…
- Le gras n'est utilisé que pour surligner le titre de l'article dans l'introduction, une seule fois.
- L'italique est rarement utilisé : mots en langue étrangère, titres d'œuvres, noms de bateaux, etc.
- Les citations ne sont pas en italique mais en corps de texte normal. Elles sont entourées par des guillemets français : « et ».
- Les listes à puces sont à éviter, des paragraphes rédigés étant largement préférés. Les tableaux sont à réserver à la présentation de données structurées (résultats, etc.).
- Les appels de note de bas de page (petits chiffres en exposant, introduits par l'outil «  Source ») sont à placer entre la fin de phrase et le point final[comme ça].
- Les liens internes (vers d'autres articles de Wikipédia) sont à choisir avec parcimonie. Créez des liens vers des articles approfondissant le sujet. Les termes génériques sans rapport avec le sujet sont à éviter, ainsi que les répétitions de liens vers un même terme.
- Les liens externes sont à placer uniquement dans une section « Liens externes », à la fin de l'article. Ces liens sont à choisir avec parcimonie suivant les règles définies. Si un lien sert de source à l'article, son insertion dans le texte est à faire par les notes de bas de page.
- La présentation des références doit suivre les conventions bibliographiques. Il est recommandé d'utiliser les modèles {{Ouvrage}}, {{Chapitre}}, {{Article}}, {{Lien web}} et/ou {{Bibliographie}}. Le mode d'édition visuel peut mettre en forme automatiquement les références.
- Insérer une infobox (cadre d'informations à droite) n'est pas obligatoire pour parachever la mise en page.

Pour une aide détaillée, merci de consulter Aide:Wikification.
Si vous pensez que ces points ont été résolus, vous pouvez retirer ce bandeau et améliorer la mise en forme d'un autre article.
Yasmine Benkiran  est une scénariste et réalisatrice franco-marocaine connue pour son long-métrage Reines sélectionné à la Mostra de Venise 2022 en clôture de la semaine internationale de la critique.

## Biographie
Yasmine Benkiran grandit au Maroc et rejoint Paris pour des études de philosophie et de communication avant d’intégrer l’atelier scénario de la Fémis. 
Elle est autrice de la série de podcasts Alice Guy une autre histoire du cinéma et scénariste. Elle contribue notamment à l’écriture du long-métrage Animale d’Emma Benestan sélectionné à la semaine de la Critique 2024 cannoise ou de Fraya prix d’interprétation et prix des jeunes cinéphiles au festival Premiers Plans d’Angers.
Elle réalise le court-métrage L’Heure d’Hiver avec Suliane Brahim et Sébastien Houbani mais c’est Reines, son premier long-métrage qui la révèle en tant que réalisatrice. Le film est une cavale féminine en Camion dans l’Atlas Marocain qui mêle aventure, humour, action et fantastique. Le film est sélectionné à la Mostra de Venise, en clôture de la semaine de la critique.
Selon le magazine marocain Tel Quel, Reines « marque un tournant dans le cinéma marocain », selon Première le film « permet de faire entendre une voix singulière dans le cinéma avec cette manière éminemment ludique d’embrasser des questions sociétales essentielles » alors que France Culture évoque « une volonté primale de faire fiction, une image neuve et féconde du Maroc et de son cinéma ». Pour Causette, c’est « un premier film pas comme les autres » alors que le Parisien écrit que le film « secoue par sa fougue ».

## Filmographie

### En tant que réalisatrice[17]
- 2018 : L'Heure d'hiver
- 2022 : Reines

### En tant que scénariste
- 2018 : L'Heure d'hiver
- 2019 : Alice Guy, une autre histoire du cinéma[6]
- 2022 : Fraya
- 2022 : Reines
- 2024 : Animale[7]